# Paulo Eduardo
Paulo Eduardo Ferreira Godinho, meglio noto come Paulo Eduardo (Anápolis, 14 febbraio 2002), è un calciatore brasiliano, attaccante dell'Auda Ķekava.

## Carriera
Cresciuto nel settore giovanile del Cruzeiro, ha esordito in prima squadra l'8 gennaio 2021, disputando l'incontro del Campeonato Brasileiro Série B vinto per 1-0 in trasferta contro il Sampaio Corrêa. Dopo aver collezionato complessivamente 7 presenze con la maglia del Cruzeiro, il 6 agosto 2022 è approdato in Europa, firmando con i portoghesi del Santa Clara. Ha debuttato in Primeira Liga il 20 agosto successivo, in occasione dell'incontro perso 1-2 contro l'Arouca.
Nel 2025 va a giocare nella prima divisione lettone, prima al Riga FC e poi all'Auda Ķekava.

## Statistiche

### Presenze e reti nei club
Statistiche aggiornate al 18 settembre 2022.
| Stagione        | Squadra         | Campionato      | Campionato | Campionato | Coppe nazionali | Coppe nazionali | Coppe nazionali | Coppe continentali | Coppe continentali | Coppe continentali | Altre coppe | Altre coppe | Altre coppe | Totale | Totale |
| Stagione        | Squadra         | Comp            | Pres       | Reti       | Comp            | Pres            | Reti            | Comp               | Pres               | Reti               | Comp        | Pres        | Reti        | Pres   | Reti   |
| --------------- | --------------- | --------------- | ---------- | ---------- | --------------- | --------------- | --------------- | ------------------ | ------------------ | ------------------ | ----------- | ----------- | ----------- | ------ | ------ |
| 2020            | Cruzeiro        | M1/MG+B         | 0+2        | 0          | CB              | 0               | 0               |                    | -                  | -                  |             | -           | -           | 2      | 0      |
| 2021            | Cruzeiro        | M1/MG+B         | 0+3        | 0          | CB              | 1               | 0               |                    | -                  | -                  |             | -           | -           | 4      | 0      |
| gen.-ago. 2022  | Cruzeiro        | M1/MG+B         | 1+0        | 0          | CB              | 0               | 0               |                    | -                  | -                  |             | -           | -           | 1      | 0      |
| Totale Cruzeiro | Totale Cruzeiro | Totale Cruzeiro | 6          | 0          |                 | 1               | 0               |                    | -                  | -                  |             | -           | -           | 7      | 0      |
| 2022-2023       | Santa Clara     | PL              | 4          | 0          | CP+CdL          | 0               | 0               |                    | -                  | -                  |             | -           | -           | 4      | 0      |
| Totale carriera | Totale carriera | Totale carriera | 10         | 0          |                 | 1               | 0               |                    | -                  | -                  |             | -           | -           | 11     | 0      |